# Agonum superioris
Agonum superioris är en skalbaggsart som beskrevs av Carl Hildebrand Lindroth. Agonum superioris ingår i släktet Agonum och familjen jordlöpare. Inga underarter finns listade i Catalogue of Life.